# 타케우치 미유
타케우치 미유(일본어: 竹内 美宥 다케우치 미유[*], 1996년 1월 12일 - )는 일본 여성 아이돌 그룹 AKB48 팀B의 전 멤버이다. 2018년 9월 4일, YouTube와 SHOWROOM를 통해 2019년 5월에 AKB48에서 졸업하는 것을 발표했다. 마에다 아츠코의 팬이자 동경하고 있다. 2021년 지금도 대한민국에서 거주하고 있다.

## 내력
2018년
- 프로듀스48에 출연하였다.
- AKB48 54번째 싱글 NO WAY MAN에 선발되었다.

2019년
- 미스틱스토리에서 월간 윤종신 10월호로 내 타입을 발매하였다.

## 발매 앨범
내 타입

## 출연작
- PRODUCE 48(2018년 6월 15일 ~ 2018년 8월 31일, Mnet)

- 대한 외국인 (2021년 1월 13일

```
MBCevery 1
```